# دبا الفجيرة
دبا الفجيرة هي مدينة في إمارة الفجيرة، وثاني أكبر مدن إمارة الفجيرة بعد مدينة الفجيرة. تقع في الجزء الشمالي الشرقي من دولة الإمارات العربية المتحدة. وهي جغرافيا جزء من منطقة دبا. تبلغ مساحتها 68 كيلومترًا مربعًا.
عدد سكان دبا الفجيرة 41،017 (تقديري) حسب إحصائيات يوليو 2019.
سميت دبا بهذا الاسم لكثرة الدبيب من صوت أقدام الناس وهي تمشي في سوق المنطقة المشهور بنشاطه التجاري الكبير، والذي كان ينافس سوق عكاظ في شبه الجزيرة العربية قديماً

## الموقع
تقع مدينة دبا الفجيرة على مسافة 70 كيلومتراً إلى الشمال من إمارة الفجيرة على شاطئ بحر العرب مباشرة،  تبلغ مساحتها الإجمالية 600 كيلومتر مربع،ويعد موقع دبا الفجيرة من المواقع المميزة في الإمارة، في الساحل الشرقي لدولة الإمارات العربية المتحدة إلى جانب كلباء ومدينة الفجيرة ومدينة خورفكان.

## دبا الفجيرة تاريخياً
شكلت المدينة مركزاً تجارياً مهماً منذ القدم، حيث كانت تعتبر ميناءً وطريقاً تجارياً تربط الشرق بالغرب منذ عهد الفينيقيين، ثم أصبحت جزءاً مهماً من دولة اليعاربة، وكانت تشكل نقطة وصل مهمة بين بلاد فارس وجنوب شبه الجزيرة العربية. وتوجد في المدينة العديد من الآثار الإسلامية ومن بينها مسجد أثري يعود تاريخه إلى 400 عام مضت.

## دبا الفجيرة في الوقت الحاضر
تشتهردبا الفجيرة بأراضيها الخصبة الملائمة للزراعة ومياهها العذبة، مما جعلها موطناً لبساتين النخيل والليمون واللوز والبطيخ العربي. وينتشر في ربوع المدينة العديد من القلاع والحصون التراثية ، كما تتميز دبا الفجيرة عن المناطق الشرقية الأخرى بشواطئها الخالية من التعرجات لمسافة تزيد عن 70كيلو متر و تشمل فنادق ومنتجعات من فئة خمس نجوم،ويساعد  اعتدال الطقس فيها على  جعلها وجهة سياحية، يلجأ إليها الزوار في العطلات  للراحة والاستجمام، كما  تشتهر المنطقة أيضاً بكورنيش صمبريد  الذي يضم مجموعة من شاليهات دبا الفجيرة و شاطئ الفقيت الذي يعد جزء منه  رملياً تماماً، والجزء الآخر يتكون بالكامل من الشعاب المرجانية.
تشمل دبا الفجيرة 11 دوارًا أُنْشِئَت بمبادرة من بلدية دبا الفجيرة؛ لتطوير وتجميل المدينة، وتتزين جميعها بالمساحات الخضراء والشجيرات الزخرفية والأزهار المتنوعة كما تحتضن المنطقة  مسجد الشيخ زايد الشهير ومقر نادي دبا الرياضي

## شلالات الوريعة
تضم دبا الفجيرة   منطقة شلالات الوريعة أو وادي الغزير،  الواقع على مسافة 10 كيلومترات تقريباً إلى الداخل من المناطق الجبلية،وقد  أمر الشيخ حمد بن محمد الشرقي  حاكم الفجيرة، بتحويل منطقة شلالات الوريعة إلى محمية طبيعية، نظراً لما تضمه من حيوانات برية، وأعداد كبيرة من البرمائيات والحشرات المائية والنباتات البرية والطيور النادرة.

## ميناء دبا الفجيرة
تضم المنطقة ميناء دبا الفجيرة الذي أنشئ عام 1977، ويلعب الميناء دوراً رئيساً في تصدير الأسماك الطازجة إلى مختلف مناطق الإمارات والدول الخليجية المجاورة، ويشهد الميناء عمليات تطوير تهدف الى تحويله الى ميناء تجاري يشكل إضافة نوعية الى المنافذ البحرية في دولة الامارات العربية المتحدة